# Synklinorium szczecińsko-łódzko-miechowskie
Synklinorium szczecińsko-łódzko-miechowskie, niecka szczecińsko-łódzko-miechowska, synklinorium szczecińsko-miechowskie – jednostka geologiczna w środkowej Polsce, rozciągające się z północnego zachodu na południowy wschód, od Szczecina do brzegu Karpat. Wypełniają je osady górnej kredy.
Synklinorium szczecińsko-łódzko-miechowskie dzieli się na trzy części: nieckę szczecińską, nieckę mogileńsko-łódzką i nieckę miechowską, rozdzielone elewacją Obornik i elewacją przedborską.
Wg autorów Regionalizacji tektonicznej Polski oraz Atlasu geologicznego Polski jednostka ta nazywa się synklinorium szczecińsko-miechowskie i dzieli się na trzy segmenty: segment szczecińsko-gorzowski, segment mogileńsko-łódzki i segment miechowski.

## Położenie geologiczne
Od południowego zachodu graniczy z monokliną przedsudecką, a od północnego wschodu z antyklinorium środkowopolskim.

## Budowa geologiczna
Najstarsze osady synklinorium zostały poznane tylko fragmentarycznie w nielicznych otworach wiertniczych. Są to osady permu (cechsztynu), triasu, jura i górnej kredy.

## Powstanie
Synklinorium szczecińsko-łódzko-miechowskie zostało ostatecznie uformowane w czasie fazy laramijskiej orogenezy alpejskiej.

## Nadkład
Nadkład synklinorium tworzą osady paleogenu, neogenu i czwartorzędu.

## Położenie geograficzne
Geograficznie synklinorium szczecińsko-łódzko-miechowskie stanowi głębokie podłoże zachodniej części Niżu Polskiego.